# Somatochlora lingyinensis
Somatochlora lingyinensis – gatunek ważki z rodziny szklarkowatych (Corduliidae). Znany tylko z jednego okazu – holotypowej samicy odłowionej w Lingyin w mieście Hangzhou w prowincji Zhejiang we wschodniej części Chin. W 2018 roku Li i Zhang zsynonimizowali ten takson z Somatochlora viridiaenea.